# Élections municipales dans les comtés unis de Prescott et Russell de 2022
Les élections municipales dans les Comtés unis de Prescott et Russell de 2022 en Ontario se déroulent le lundi 24 octobre 2022, en même temps que les élections municipales de l'Ontario (en).

## Comtés unis de Prescott et Russell
| Municipalité          | Maire                        |
| --------------------- | ---------------------------- |
| Alfred et Plantagenet | Yves Laviolette              |
| Casselman             | Geneviève Lajoie             |
| Champlain             | Normand Riopel (acclamation) |
| Clarence-Rockland     | Mario Zanth                  |
| Hawkesbury Est        | Robert Kirby (acclamation)   |
| Hawkesbury            | Robert Lefebvre              |
| Russell               | Pierre Leroux (acclamation)  |
| La Nation             | Francis Brière               |

## Maires et conseillers municipaux sortants ne présentant pas à la réélection
Les maires et les conseils municipaux suivants ont annoncé ne pas vouloir présenter leur candidature
Maires adjoint
- Richard Sauvé, Hawkesbury Est

Conseillers municipaux
- André Brisson, Russell[1]
- Troy Carkner, Champlain
- Cindy Saucier, Russell
- Christian Simard, Clarence-Rockland

## Alfred et Plantagenet
Informations : Élections Municipales 2022 - Canton d'Alfred et Plantagenet

### Maires
| Candidats à la mairie | Vote | % | Slogan | Profession |
| --------------------- | ---- | - | ------ | ---------- |
| Yves Laviolette       | 1454 |   | ?      | ?          |
| René Beaulne          | 1105 |   | ?      | ?          |
| Chantal Galipeau      | 714  |   | ?      | ?          |
| Marc Prudhomme        | 130  |   | ?      | ?          |

### Conseillers

#### Quartier 1
| Candidats aux conseillers | Vote        | % | Slogan | Profession |
| ------------------------- | ----------- | - | ------ | ---------- |
| Jean-Pierre Cadieux       | acclamation |   | ?      | ?          |
| Benoit Lamarche           | acclamation |   | ?      | ?          |

#### Quartier 2
| Candidats aux conseillers | Vote | % | Slogan | Profession |
| ------------------------- | ---- | - | ------ | ---------- |
| Antoni Viau               | 1153 |   | ?      | ?          |
| Ian Walker                | 1121 |   | ?      | ?¸         |
| Emilie Ducharme           | 752  |   | ?      | ?          |

#### Remarque
Stéphane Sarrazin, qui a été élu maire en 2018, a été élu comme député provincial dans Glengarry-Prescott-Russell lors des élections provinciales ontariennes de 2022 pour le Parti progressiste-conservateur. 
Yves Laviolette a été nommé comme maire suppléant en juin 2022 pour le remplacer. M. Laviolette est présentement candidat à la mairie, tout comme les conseillers du canton Chantal Galipeau et René Beaulne.

## Casselman
Informations : Élections 2022 - Casselman - FR

### Maires
| Candidats à la mairie | Vote | Profession |
| --------------------- | ---- | ---------- |
| Geneviève Lajoie      | 1029 | ?          |
| Daniel Lafleur        | 721  | ?          |

### Conseillers
| Candidats aux conseillers | Vote | % | Slogan | Profession |
| ------------------------- | ---- | - | ------ | ---------- |
| Paul Groulx               | 1227 |   | ?      | ?          |
| Francine Leblanc          | 1107 |   | ?      | ?          |
| Anik Charron              | 1010 |   | ?      | ?          |
| Sylvain Cléroux           | 819  |   | ?      | ?          |
| Mario Laplante            | 702  |   | ?      | ?          |
| Danielle Mailhot          | 693  |   | ?      | ?          |
| Marcel Cléroux            | 692  |   | ?      | ?          |

## Champlain
Informations : Elections 2022 - Canton de Champlain

### Maires
| Candidats à la mairie | Vote        | % | Slogan | Profession |
| --------------------- | ----------- | - | ------ | ---------- |
| Normand Riopel        | acclamation |   | ?      | ?          |

### Conseillers

#### Quartier 1 pour Vankleek Hill
| Candidats aux conseillers | Vote | Slogan | Profession |
| ------------------------- | ---- | ------ | ---------- |
| Paul Emile Duval          | 636  | ?      | ?          |
| Peter Barton              | 619  | ?      | ?          |
| Denis Welden              | 104  | ?      | ?          |

#### Quartier 2 pour L'Orignal
| Candidats aux conseillers | Vote        | % | Slogan | Profession |
| ------------------------- | ----------- | - | ------ | ---------- |
| Michel Lalonde            | acclamation |   | ?      | ?          |
| André Roy                 | acclamation |   | ?      | ?          |

#### Quartier 3 pour Longueuil
| Candidats aux conseillers | Vote | % | Slogan | Profession |
| ------------------------- | ---- | - | ------ | ---------- |
| Paul Burroughs            | 572  |   | ?      | ?          |
| Ginette Clément           | 369  |   | ?      | ?          |
| Serge Ravary              | 351  |   | ?      | ?          |
| Éric Boivin               | 104  |   | ?      | ?          |

#### Quartier 4 pour Hawkesbury Ouest
| Candidats aux conseillers | Vote        | % | Slogan | Profession |
| ------------------------- | ----------- | - | ------ | ---------- |
| Sarah Bigelow             | acclamation |   | ?      | ?          |
| Gérard "Gerry" Miner      | acclamation |   | ?      | ?          |

## Clarence-Rockland
Informations : Élections - La Cite Clarence-Rockland

### Maires
| Candidats à la mairie | Vote | % | Slogan | Profession |
| --------------------- | ---- | - | ------ | ---------- |
| Mario Zanth           | 4874 |   | ?      | ?          |
| Don Bouchard          | 3951 |   | ?      | ?          |

### Conseillers

#### Quartier 1
| Candidats aux conseillers | Vote | % | Slogan | Profession |
| ------------------------- | ---- | - | ------ | ---------- |
| Kyle Cyr                  | 727  |   | ?      | ?          |
| Gabriel Ngameni           | 663  |   | ?      | ?          |

#### Quartier 2
| Candidats aux conseillers | Vote | Profession |
| ------------------------- | ---- | ---------- |
| Stéphane Forunier         | 852  | ?          |
| Jay Woodruff              | 214  | ?          |

#### Quartier 3
| Candidats aux conseillers | Vote        | Profession |
| ------------------------- | ----------- | ---------- |
| Carl Grimard              | acclamation | ?          |

#### Quartier 4
| Candidats aux conseillers | Vote | % | Slogan | Profession |
| ------------------------- | ---- | - | ------ | ---------- |
| Samuel Cardarelli         | 780  |   | ?      | ?          |
| Jacques Diotte            | 402  |   | ?      | ?          |
| Gerry Bertrand            | 221  |   | ?      | ?          |

#### Quartier 5
| Candidats aux conseillers | Vote | % | Slogan | Profession |
| ------------------------- | ---- | - | ------ | ---------- |
| André J. Lalonde          | 426  |   |        | ?          |
| Sarma Merdian             | 312  |   | ?      | ?          |
| Marc Roy                  | 196  |   | ?      | ?          |

#### Quartier 6
| Candidats aux conseillers    | Vote | Profession |
| ---------------------------- | ---- | ---------- |
| Simon-Olivier Péladeau-Houle | 450  | ?          |
| Sylvie Riopel                | 242  | ?          |

#### Quartier 7
| Candidats aux conseillers | Vote | % | Slogan | Profession |
| ------------------------- | ---- | - | ------ | ---------- |
| Trevor Stewart            | 777  |   | ?      | ?          |
| Michel Levert             | 288  |   | ?      | ?          |

#### Quartier 8
| Candidats aux conseillers | Vote | % | Slogan | Profession |
| ------------------------- | ---- | - | ------ | ---------- |
| Diane Choinière           | 443  |   | ?      | ?          |
| Melissa Gaudreau          | 418  |   | ?      | ?          |

## Hawkesbury Est
Informations : Élections - Township of East Hawkesbury

### Maire
| Candidats à la mairie | Vote        | Profession |
| --------------------- | ----------- | ---------- |
| Robert Kirby          | acclamation | ?          |

### Maire adjoint
| Candidats à la mairie   | Vote | Profession |
| ----------------------- | ---- | ---------- |
| Jacques Tranchemontagne | 599  | ?          |
| Simon Rozon             | 581  | ?          |

### Conseillers
| Candidats aux conseillers | Vote | Profession |
| ------------------------- | ---- | ---------- |
| Monique Desjardins        | 881  | ?          |
| Stephanie Sabourin        | 648  | ?          |
| Karina Sauvé              | 528  | ?          |
| Pierre Langlois           | 520  | ?          |
| Thaila Riden              | 288  | ?          |

## Hawkesbury
Informations : Candidates certifiés et tiers annonceurs inscrits - Ville de Hawkesbury

### Maires
| Candidats à la mairie | Vote | % | Slogan | Profession |
| --------------------- | ---- | - | ------ | ---------- |
| Robert Lefebvre       | 2468 |   | ?      |            |
| Paula Assaly          | 896  |   | ?      |            |

### Conseillers
| Candidats aux conseillers  | Vote | % | Slogan | Profession |
| -------------------------- | ---- | - | ------ | ---------- |
| Jeanne Charlebois          | 1930 |   | ?      | ?          |
| Julie Séguin               | 1878 |   | ?      | ?          |
| Yves Paquette              | 1715 |   | ?      | ?          |
| Raymond Campbell           | 1682 |   | ?      | ?          |
| Antonios Tsourounakis      | 1662 |   | ?      | ?          |
| André ‘‘CHAM’’ Chamaillard | 1557 |   | ?      | ?          |
| Marie Valérie              | 1526 |   | ?      | ?          |
| Yvon Cayen                 | 1296 |   | ?      | ?          |
| Lawrence Bogue             | 1280 |   | ?      | ?          |
| Simon Guindon              | 1263 |   | ?      | ?          |
| Gérard Malo                | 650  |   | ?      | ?          |

## Russell
Informations : Informations pour candidats - Municipalité de Russell Township

### Maires
| Candidats à la mairie | Vote        | % | Slogan | Profession   |
| --------------------- | ----------- | - | ------ | ------------ |
| Pierre Leroux         | Acclamation |   |        | Entrepreneur |

### Conseillers
| Candidats aux conseillers | Vote | % | Slogan | Profession |
| ------------------------- | ---- | - | ------ | ---------- |
| Lisa Deacon               | 3096 | ? |        | ?          |
| Mike Tarnowski            | 2780 | ? |        | ?          |
| Jamie Laurin              | 2736 | ? |        | ?          |
| Marc Lalonde              | 2597 | ? |        | ?          |
| Charles Armstrong         | 1901 | ? |        | ?          |
| Tony Baas                 | 1469 | ? |        | ?          |
| Eric Greer                | 1050 | ? |        | ?          |

### Syndics du village du nom de Russell
| Candidats aux conseillers | Vote | % | Slogan | Profession |
| ------------------------- | ---- | - | ------ | ---------- |
| Stephanie MacMillan       | 474  | ? |        | ?          |
| Julianne Buern Bankley    | 441  | ? |        | ?          |
| Mike Miller               | 401  | ? |        | ?          |
| Dave Dyer                 | 398  | ? |        | ?          |
| Denise St-Jean            | 220  | ? |        | ?          |

## La Nation
Informations : Élections municipales - Conseil - The Nation

### Maires
| Candidats à la mairie | Vote | % | Slogan | Profession |
| --------------------- | ---- | - | ------ | ---------- |
| Francis Brière        | 2103 | ? |        | ?          |
| Marie-Noëlle Lanthier | 1884 | ? | ?      |            |

### Conseillers

#### Quartier 1 pour Fournier et Saint-Bernardin
| Candidats aux conseillers | Vote | % | Slogan | Profession |
| ------------------------- | ---- | - | ------ | ---------- |
| Tim Stewart               | 394  | ? | ?      | ?          |
| François St-Amour         | 231  | ? | ?      | ?          |

#### Quartier 2 pour Riceville, St-Isidore et Ste-Rose-de-Prescott
| Candidats aux conseillers | Vote        | % | Slogan | Profession |
| ------------------------- | ----------- | - | ------ | ---------- |
| Alain Mainville           | Acclamation | ? | ?      | ?          |

#### Quartier 3 pour St-Albert
| Candidats aux conseillers | Vote        | % | Slogan | Profession |
| ------------------------- | ----------- | - | ------ | ---------- |
| Danik Forgues             | Acclamation | ? | ?      | ?          |

#### Quartier 4
| Candidats aux conseillers | Vote | % | Slogan | Profession |
| ------------------------- | ---- | - | ------ | ---------- |
| Raymond Lalande           | 357  |   | ?      | ?          |
| Paul Sauvé                | 155  |   | ?      | ?          |
| David Mushing             | 94   |   | ?      | ?          |

#### Quartier 5 pour Limoges
| Candidats aux conseillers | Vote | % | Slogan | Profession |
| ------------------------- | ---- | - | ------ | ---------- |
| Daniel Boisvenue          | 424  |   | ?      | ?          |
| Yvan Bercier              | 241  |   | ?      | ?          |

#### Quartier 6 pour Limoges et Forest Park
| Candidats aux conseillers | Vote        | % | Slogan | Profession |
| ------------------------- | ----------- | - | ------ | ---------- |
| Marjorie Drolet           | Acclamation |   | ?      | ?          |

#### Remarque
Les conseillers municipaux Francis Brière et Marie-Noëlle Lanthier sont candidats à la mairie de La Nation. Le maire sortant François St-Amour redevient candidat au poste de conseiller du quartier 1.